# Gesellschaftsvertrag
Ein Gesellschaftsvertrag ist ein Vertrag, durch den sich zwei oder mehrere Personen auf bestimmte oder unbestimmte Zeit zusammenschließen, um ein gemeinsames wirtschaftliches Ziel zu verfolgen. Die grundsätzlichen Vereinbarungen legen die Gesellschafter bei Gesellschaftsgründung fest. 
Römisch-rechtlicher Vorläufer war die societas, die durch bloße Willenseinigung im Rahmen eines Konsensualkotrakts zustande kam. 

## Deutsches Recht
Die Gesellschaft entsteht durch Gesellschaftsvertrag, die Verfassung einer Gesellschaft. Der Gesellschaftsvertrag ist schuldrechtlicher Natur.
Sofern § 705 BGB (BGB-Gesellschaft (GbR)) und die § 105, § 161 HGB (oHG, KG) keine abdingbaren Vorschriften enthalten, sind die Bestimmungen des allgemeinen Schuldrechts anwendbar. Er ist allerdings kein gegenseitiger Vertrag, da sich die Leistungen der Gesellschafter nicht in einem synallagmatischen Verhältnis gegenüberstehen, sondern sie vereinigen ihre Leistungen zur Verfolgung eines gemeinsamen Zwecks. Denn: ein Gesellschafter kann sich nicht etwa darauf berufen, eine eigene Einlagenzahlung deswegen verweigern zu dürfen, weil ein anderer Gesellschafter seine eigene Kapitaleinlage noch nicht erbracht habe. Gesellschaftsverträge unterscheiden sich in Form und Inhalt bei Personen- und Kapitalgesellschaft voneinander. Bei Scheingesellschaften fehlt ein Gesellschaftsvertrag.

## Form
Eine besondere Form ist bei Personengesellschaften für den Gesellschaftsvertrag nicht vorgesehen. Er kann auch stillschweigend oder konkludent zustande kommen. So kann eine offene Handelsgesellschaft ohne Gesellschaftsvertrag zum Handelsregister angemeldet werden. Allerdings ergibt sich für sie aus § 106 Abs. 1 HGB ein mittelbarer Formzwang, weil die hiernach erforderlichen Angaben nach § 12 HGB in beglaubigter Form dem Handelsregister einzureichen sind. Es genügt, wenn zunächst zwei Gesellschafter eine Beitrittserklärung im Gesellschaftsvertrag abgeben und weitere später hinzutreten (Stufengründung).
Bei Kapitalgesellschaften ist notarielle Beurkundung (§ 23 Abs. 1 AktG, § 2 Abs. 1 GmbHG) des Gesellschaftsvertrags vorgesehen. Wird diese Form nicht eingehalten, ist der Gesellschaftsvertrag nach § 125 BGB nichtig.

## Inhalt
Das Recht der BGB-Gesellschaft und der Personenhandelsgesellschaften ist weitgehend dispositiv, so dass bei der Gestaltung eines Gesellschaftsvertrags erhebliche Vertragsfreiheit besteht. Ein Gesellschaftsvertrag muss regeln, dass und wie jeder der Gesellschafter an der Erreichung des gemeinsamen Zwecks mitzuwirken hat (§ 705 BGB). Der Zweck kann ein dauernder oder ein vorübergehender Zweck sein. Der gemeinsame Zweck und der Gesellschaftsvertrag sind Grundvoraussetzungen für die Entstehung der Gesellschaft.

### Innenverhältnis
Das Innenverhältnis regelt die Beziehungen zwischen den Gesellschaftern und zwischen Gesellschaftern und Geschäftsführung (Geschäftsführungsbefugnis bei Fremdorganschaft), insbesondere die Pflicht zur ordnungsgemäßen Buchführung und Bilanzierung oder Kompetenzregelungen. Es wird in erster Linie durch den Gesellschaftsvertrag und ersatzweise durch dispositive gesetzliche Regelungen bestimmt. Der Gesellschaftsvertrag lässt die OHG im Innenverhältnis entstehen (§ 109 HGB), die folgenden §§ 110 bis 122 HGB gelten nur subsidiär. In § 45 Abs. 2 GmbHG werden in Verbindung mit § 46 GmbHG bedeutsame Vorgänge des Innenverhältnisses aufgezählt. Regelungsbedürftig ist auch die Fortsetzung im Todesfall eines Gesellschafters. Stille Gesellschaften erschöpfen sich im Innenverhältnis, Außenbeziehungen gibt es nicht (§ 230 Abs. 2 HGB).

### Außenverhältnis
Das Außenverhältnis regelt die Beziehungen der Gesellschaft zu gesellschaftsfremden Dritten (Geschäftspartnern). Hier gelten in erster Linie zwingende gesetzliche Vorschriften, der Gesellschaftsvertrag enthält nur subsidiäre Regelungen. Im Außenverhältnis entsteht die Gesellschaft nicht bereits mit der Errichtung des Gesellschaftsvertrags, sondern erst mit Eintragung in das Handelsregister, ausnahmsweise schon vorher durch Aufnahme des Geschäftsbetriebs (§ 123 Abs. 2 HGB; OHG). Die Unterteilung der Wirksamkeit der Gesellschaft im Innen- und Außenverhältnis ist bedeutsam im Hinblick auf den Verkehrsschutz. Erst wenn die Gesellschaft nach außen wirksam geworden ist, gilt das Gesellschaftsrecht im Hinblick auf Vertretung und Haftung in vollem Umfang. Insbesondere die gesetzlichen Haftungs- und Vertretungsregelungen sind im Interesse der Rechtssicherheit zwingend. Gläubiger können darauf vertrauen, dass bei Personengesellschaften mindestens eine natürliche Person für Gesellschaftsschulden unbeschränkt mit ihrem Privatvermögen haftet.

### Weitere Regelungsinhalte
Regelungsinhalt sind vor allem Firma, Sitz, Dauer, Geschäftsführung und Vertretung, Beschlussfassung und Stimmrecht, Ergebnisverteilung, Auflösungsgründe und Nachfolgeregelungen im Todesfall. Der Gesellschaftsvertrag darf keinen verbotswidrigen Unternehmensgegenstand enthalten (§§ 134, § 138 BGB).
Für Kapitalgesellschaften ist der Mindestinhalt eines Gesellschaftsvertrags gesetzlich vorgeschrieben (§ 23 Abs. 3 AktG, § 3 Abs. 1 GmbHG). Dazu gehören insbesondere die Gründer, Anzahl der Aktien, eingezahltes Grundkapital/Stammkapital, Firma und Sitz, Unternehmensgegenstand. Abweichende Satzungsregelungen sind nur dort möglich, wo es das AktG zulässt (§ 23 Abs. 5 AktG).

## Beendigung
Durch den Gesellschaftsvertrag entsteht die Gesellschaft deklaratorisch, konstitutiv jedoch erst durch ihre Eintragung. Mängel im Gesellschaftsvertrag (Nichtigkeit, Anfechtbarkeit) berühren im Außenverhältnis nicht die Existenz der Gesellschaft. Sie führen wegen der Schutzbedürftigkeit gesellschaftsfremder Dritter nicht zu zivilrechtlichen Konsequenzen, sondern zum Rechtsinstitut der fehlerhaften Gesellschaft. Gesellschaftsverträge als Dauerschuldverhältnisse können im Innenverhältnis durch einseitige (Kündigung) oder gegenseitige Beendigung der Vertragsbeziehung aufgehoben werden. Weitere Beendigungsgründe sind die Erfüllung des Zwecks, Fristablauf, Auseinandersetzung. Die hieraus resultierende Auflösung der Gesellschaft führt zu deren Liquidation, die dem Handelsregister zwecks Löschung mitzuteilen ist.